# Саратовский планетарий
Саратовский планетарий имени Ю. А. Склярова находится в Саратове на улице Чернышевского.

## История
Саратовский планетарий был открыт 23 мая 1948 года при поддержке Всесоюзного астрономо-геодезического общества, председателем которого был доцент СГУ Павел Васильевич Вьюжков. Он расположился на площади Чернышевского в здании церкви «Утоли моя печали» , в котором был установлен купол диаметром 6 метров. В этом куполе был установлен советский демонстрационный аппарат УП-4. Купол и аппарат монтировались П. В. Вьжковым и его учениками, которые и стали первыми лекторами планетария.
В конце 1950-х годов Саратовский планетарий был передан в ведомство общества «Знание» России. 1970-е годы ознаменовались приобретением для планетария проекционного аппарата фирмы «Карл Цейс» и небольшого телескопа. Также был реконструирован зал, который теперь был рассчитан не на 50, а уже 80 человек. В 1976 г. директором планетария стал Алексей Ефимович Мозговой, который поднял уровень работы планетария. При нём расширился объём читаемых лекций, их тематика стала более разнообразной.
В 1991 году здание планетария было возвращено Саратовской епархии, и тогда же началось строительство Дома знаний на улице Чернышевского, куда и переехал Саратовский планетарий. Свою работу он возобновил в 1994 г. с залом, вмещающим до 160 мест и куполом 10 м. Планетарий получил новый проекционный аппарат фирмы «Карл Цейс Йена», база которого располагала изображениями 5800 звёзд и северного, и южного неба Земли. 
Период с 1994 по 2002 годы был тяжёлым для Саратовского планетария ввиду отсутствия финансирования.
Новый период деятельности планетария начался в 2002 г., когда были приобретены новые слайд-проекторы фирмы «Кодак», компьютеры, мультимедийный проектор, что дало возможность поднять качество программ планетария и увеличить их количество до 70 (для взрослых и детей). К этим программам относятся, например, «День именинника под звёздным небом», «Звёзды для влюблённых», театрализованные представления, детские новогодние праздники, представления оптического театра. 
В октябре 2015 года планетарий был назван именем профессора Саратовского государственного университета Ю. А. Склярова.
Саратовский планетарий сотрудничает с Ассоциацией планетариев России. Директор планетария — Виктор Альхов.